# Станфолд (Вісконсин)
Станфолд (англ. Stanfold) — місто (англ. town) в США, в окрузі Беррон штату Вісконсин. Населення — 701 особа (2020).

## Демографія
Згідно з переписом 2010 року, у місті мешкало 719 осіб у 273 домогосподарствах у складі 202 родин. Було 287 помешкань
Расовий склад населення:
| - 95,7 % — білих - 1,5 % — корінних американців - 0,4 % — чорних або афроамериканців - 0,3 % — азіатів - 1,3 % — осіб інших рас |

До двох чи більше рас належало 0,8 %. Частка іспаномовних становила 4,6 % від усіх жителів.
За віковим діапазоном населення розподілялося таким чином: 25,7 % — особи молодші 18 років, 58,4 % — особи у віці 18—64 років, 15,9 % — особи у віці 65 років та старші. Медіана віку мешканця становила 41,5 року. На 100 осіб жіночої статі у місті припадало 109,0 чоловіків;  на 100 жінок у віці від 18 років та старших — 112,7 чоловіків також старших 18 років.
Середній дохід на одне домашнє господарство  становив 68 346 доларів США (медіана — 57 143), а середній дохід на одну сім'ю — 75 301 долар (медіана — 61 250). Медіана доходів становила 41 250 доларів для чоловіків та 35 357 доларів для жінок. За межею бідності перебувало 3,7 % осіб, у тому числі 0,7 % дітей у віці до 18 років та 1,7 % осіб у віці 65 років та старших.
Цивільне працевлаштоване населення становило 316 осіб. Основні галузі зайнятості: освіта, охорона здоров'я та соціальна допомога — 25,0 %, виробництво — 19,3 %, сільське господарство, лісництво, риболовля — 15,5 %.